# Mezei Kinga
Mezei Kinga (Zenta, 1976. augusztus 27. –) Jászai Mari-díjas vajdasági magyar rendező, színművész, díszlet- és jelmeztervező.

## Életpályája
1976-ban született a vajdasági Zentán. Az általános iskolát és a gimnáziumot (1991-1995) is Zentán végezte. 1999-ben diplomázott az Újvédéki Művészeti Akadémia színész szakán. 1999-2004 között az Újvidéki Színház tagja volt. 2004-2009 között a Bárka Színház művésze volt. 2009-2011 között a Stúdió K-ban dolgozott. 2011-2015 között a szabadkai Kosztolányi Dezső Színház tagja volt. 2015-2016 között az Újvidéki Színház művészeti vezetője volt. 2015-től doktorandusz az Újvidéki Művészeti Akadémián Drámai és Audiovizuális Művészetek szakon. 2016-tól szabadúszó.

### Magánélete
2008-ban született Széles Lászlóval közös fiuk, Széles Gergő Mátyás.

## Fontosabb színházi szerepei
- 1992 – Pávaszem (Weöres Sándor: Holdbéli Csónakos, r.: Hernyák György, Zentai Színtársulat)
- 1992 – Tyúk ( G.Orwell: Állatfarm, r: Soltis Lajos, Tanyaszínház)
- 1993 – Lány ( Sziveri János: Csantavéri Passió, r: Hernyák György, Soltis Lajos, Tanyaszínház)
- 1993- Antigoné ( Szophoklész: Antigoné, r: Vajda Tibor, Zentai Színtársulat)
- 1996 – Beatrix ( Kárpáti Péter: Országalma, r: Simon Balázs, Tanyaszínház)
- 1997 – Velencei nő (A velencei nő, r: Ivan Klemenc, Tanyaszínház)
- 1998 – Marianne (Ingmar Bergman: Jelenetek egy házasságból, r.: László Sándor, Újvidéki Színház)
- 1998 – Dolores (Voskovec–Werich–Jezek: A hóhér és a bolond, r.: Lengyel Pál, Újvidéki Színház)
- 1998 – Takarítónő (Kornis Mihály: Körmagyar, r.: Hernyák György, Újvidéki Színház)
- 1998 – Lány (Martin Csicsvak: Profik háza, r.: Ljuboslav Majera, Újvidéki Színház)
- 1998 – Locusta (Sztárcsinálók, r: Nagy Viktor, Újvidéki Színház)
- 1999 – Claire (Jean Genet: Cselédek, r.: Mezei Kinga és Szorcsik Kriszta, Újvidéki Színház)
- 1999 – Első színésznő (Luigi Pirandello: Hat szereplő szerzőt keres, r.: George Ivascu, Újvidéki Színház)
- 1999 – Rizi (Örkény István: Pisti a vérzivatarban, r.: László Sándor, Újvidéki Színház)
- 2000 – Kisróka (Szelídítések, r.: Mezei Kinga, Újvidéki Színház)
- 2000 – Maria Lukjanovna (Nyikolaj Erdman: Az öngyilkos, r.: László Sándor, Újvidéki Színház)
- 2001 – Crissy (Dermot–Ragni–Rado: Hair, r.: Nagy Viktor, Újvidéki Színház)
- 2001 – Sin, özvegyasszony (Brecht: A szecsuáni jóember, r.: Zsótér Sándor, Újvidéki Színház)
- 2002 – Hirdetőoszlop (Gobby Fehér Gyula: Az angyal álma, Újvidéki Színház)
- 2002 – Eszter (Végel László: Judit, r.: Tömöry Péter, Újvidéki Színház)
- 2002 – Edith Piaf (Ljubomir Feldek: A rózsaszínű halál, r.: Ljuboslav Majera, Újvidéki Színház)
- 2003 – Gloria (Horace McCoy: A lovakat lelövik, ugye?, r.: Ljuboslav Majera, Újvidéki Színház)
- 2003 – Satine (Ben Akiba Night Club, show, r.: Puskás Zoltán, Újvidéki Színház)
- 2003 – Velma Kelly (Kander–Ebb–Fosse: Chicago, r.: Nagy Viktor, Újvidéki Színház)
- 2003 – Menyasszony (Lorca: Vérnász, r.: Czajlik József, Újvidéki Színház)
- 2004 – Szofja Jegorovna (Pojáca, Csehov Platonov c. műve alapján, r.: Fodor Tamás, Újvidéki Színház)
- 2004 – Puffné ( Dylan Thomas: A mi erdőnk alján, r: Tolnai Szabolcs)
- 2004 – Éden, Rendező–koreográfus: Nagy József, Kanizsa
- 2005 – Tina félelme (Helge élete, r..: Czajlik József, Bárka Színház)
- 2005 – Ophelia / Fortinbras (Hamlet, r.: Tim Carroll, Bárka Színház)
- 2006 – Polly (Weill–Brecht: Koldusopera, r.: Alföldi Róbert, Bárka Színház)
- 2006 – Juli (Molnár Ferenc: Liliom, r.: Telihay Péter, Bárka Színház)
- 2007 – Nej (Spiró György–Másik János: Ahogy tesszük , r.: Alföldi Róbert, Bárka Színház)
- 2007 – Magda (Mundruczó Kornél–Biró Yvette: Frankenstein-terv, r.: Mundruczó Kornél, Bárka Színház)
- 2011 – Kinga, Kinga tanitónéni, (Dogs and drugs, r.: Urbán András, Kosztolányi Dezső Színház)
- 2011 – Gertrúd királyné (Shakespeare–Góli–Mezei: Az eredeti Hamlet, r.: Mezei Kinga, Kosztolányi Dezső Színház)
- 2013 – Babi néni, Dzsina (Vinnai András: Vojáger, r.: Keszég László, Kosztolányi Dezső Színház)
- 2014 – Iszméné (Szophoklész: Antigoné/ Iszméné, r.: Jelena Bogavac, Kosztolányi Dezső Színház)
- 2014 – Anya (Csend, r.: Andrej Boka, Kosztolányi Dezső Színház)
- 2015 – Hollunderné, Fogalmazó (Molnár Ferenc: Liliom, r.: Kovács Frigyes, Kosztolányi Dezső Színház)
- 2015- Edith Piaf ( Piaf- Marche/ Piaf-menet, koncepció: Góli Kornélia-Mezei Kinga, r: Mezei Kinga, Kosztolányi Dezső Szinház, Újvidéki Színház)

## Fontosabb színházi rendezései
- 1991 – Uraim (Pilinszky János Sztavrogin-verseiből, Nagy Abonyi Saroltával közösen, Zenta, Uraim Csoport)
- 1992 – Kékia (saját ötletek alapján, Zenta, Uraim Csoport)
- 1993 – Bocsánat,…(Daniel Keyes: Virágot Algernonnak, Zenta, Uraim Csoport)
- 1993 – Torztükrök, avagy az egymásrautaltság és annak nyűge (saját ötletek alapján, Gyarmati Katával, Zenta, Uraim Csoport)
- 1995 – Bábálom (James Joyce: Finnagan ébredése alapján, Zenta, Uraim Csoport)
- 1996 – Jean Cocteau: Vásott kölykök (Zenta, Uraim Csoport)
- 1997 – Farid Uddin Attar: A madarak tanácskozása (Újvidéki Művészeti Akadémia)
- 1999 – Jean Genet: Cselédek (Szorcsik Krisztával közösen, Újvidéki Színház)
- 2000 – Szelídítések (Sziveri János írásai alapján, Újvidéki Színház)
- 2002 – Pác (Hamvas Béla Karnevál című műve alapján,Újvidéki Színház)
- 2002 – F.G.Lorca: Yerma ( Újvidéki Diákszínpad)
- 2004 – A józanok csendje (Csáth Géza műveiből, Belgrádi Szerb Nemzeti Színház)
- 2004 – Via Italia (Domonkos István művei alapján, Újvidéki Színház)
- 2005 – Tajték (Boris Vian Tajtékos napok című műve alapján, Zsámbéki Színházi Bázis)
- 2005 – Fabula (Pilinszky János műveiből, Bárka Színház)
- 2006 – Koldustetű (Gion Nándor A kárókatonák még nem jöttek vissza c. műve alapján, Újvidéki Színház)
- 2007 – Vasárnap nem temetünk (Bohumil Hrabal művei alapján, Bárka Színház)
- 2010 – Józanok csendje (Csáth Géza műveiből, Stúdió K Színház)
- 2011 – Lázár Ervin: Szegény Dzsoni és Árnika (bábelőadás, Zalaegerszegi Bábszínház)
- 2012 – Az eredeti Hamlet (Shakespeare–Góli–Mezei, Kosztolányi Dezső Színház)
- 2012 – Virágkoldusok (Lázár Ervin: Berzsián és Dideki című művéből, Újvidéki Színház)
- 2013 – Csipke (Máté Angi: Mamó c. regénye alapján, Kolozsvári Állami Magyar Színház)
- 2013 – Stanislav Wyspianski: Novemberi éj (Csokonai Nemzeti Színház, Debrecen)
- 2015 – Verbunk
- 2015 – Piaf Marche/ Piaf-menet (Kosztolányi Dezső Színház, Újvidéki Színház koprodukció)
- 2016 – Szép Ernő: Május van, Tisztelt úr…(Május, Kávécsarnok, Tűzoltó), ( Zentai Magyar Kamaraszínház)
- 2016 – Hamvas Béla: Olbrin Joachim csodálatos utazása ( Marosvásárhelyi Nemzeti Színház)
- 2016 – Závada Pál: Jadviga párnája ( Csokonai Színház, Debrecen)
- 2018 – Anna legenda (Tamási Áron Színház, Sepsiszentgyörgy)
- 2018 – estiK (Kosztolányi Dezső Esti Kornél novellái alapján) (Zentai Magyar Kamaraszinház)

## Filmes és televíziós szerepei
- Kisváros (1999)

## Díjai és kitüntetései
- Sziveri János-díj (2001)
- Jászai Mari-díj (2003)
- Pataki gyűrű-díj (2016)